# Uragano su Yalù
Uragano su Yalù (Battle Zone) è un film statunitense del 1952 diretto da Lesley Selander.
È un film di guerra ambientato durante la guerra di Corea incentrato sulle vicende di due marines che, oltre a combattere sul fronte, competono per l'amore di una giovane infermiera della Croce Rossa. Vede per protagonisti John Hodiak, Linda Christian e Stephen McNally.

## Produzione
Il film, diretto da Lesley Selander su una sceneggiatura di Steve Fisher, fu prodotto da Walter Wanger per la Allied Artists Pictures.

## Distribuzione
Il film fu distribuito negli Stati Uniti dal 22 ottobre 1952 al cinema dalla Allied Artists Pictures.
Alcune delle uscite internazionali sono state:
- in Finlandia il 2 aprile 1954 (Sotareportterit)
- in Germania Ovest il 21 giugno 1957 (Schlachtzone Pazifik)
- in Austria nell'ottobre del 1957 (Schlachtzone Pazifik)
- in Giappone il 15 maggio 1960
- in Belgio (De overwinnaars van Korea)
- in Italia (Uragano su Yalù)

## Promozione
La tagline è: "SHE HAD THOSE INTERNATIONAL BOUNDARIES THE MARINES LOVE TO FIGHT OVER! "(frase presente in maiuscolo sulla locandina originale).